# 小行星8523
小行星8523（8523 Bouillabaisse）是一颗绕太阳运转的小行星，为主小行星带小行星。该小行星于1992年8月8日发现。

## 轨道参数
小行星8523的轨道半长轴为2.3501354 UA，离心率为0.128。